# Stolpe, Plön
Stolpe là một đô thị thuộc huyện Plön, bang Schleswig-Holstein, Đức.